# Technologie- und Gründerzentrum Oldenburg

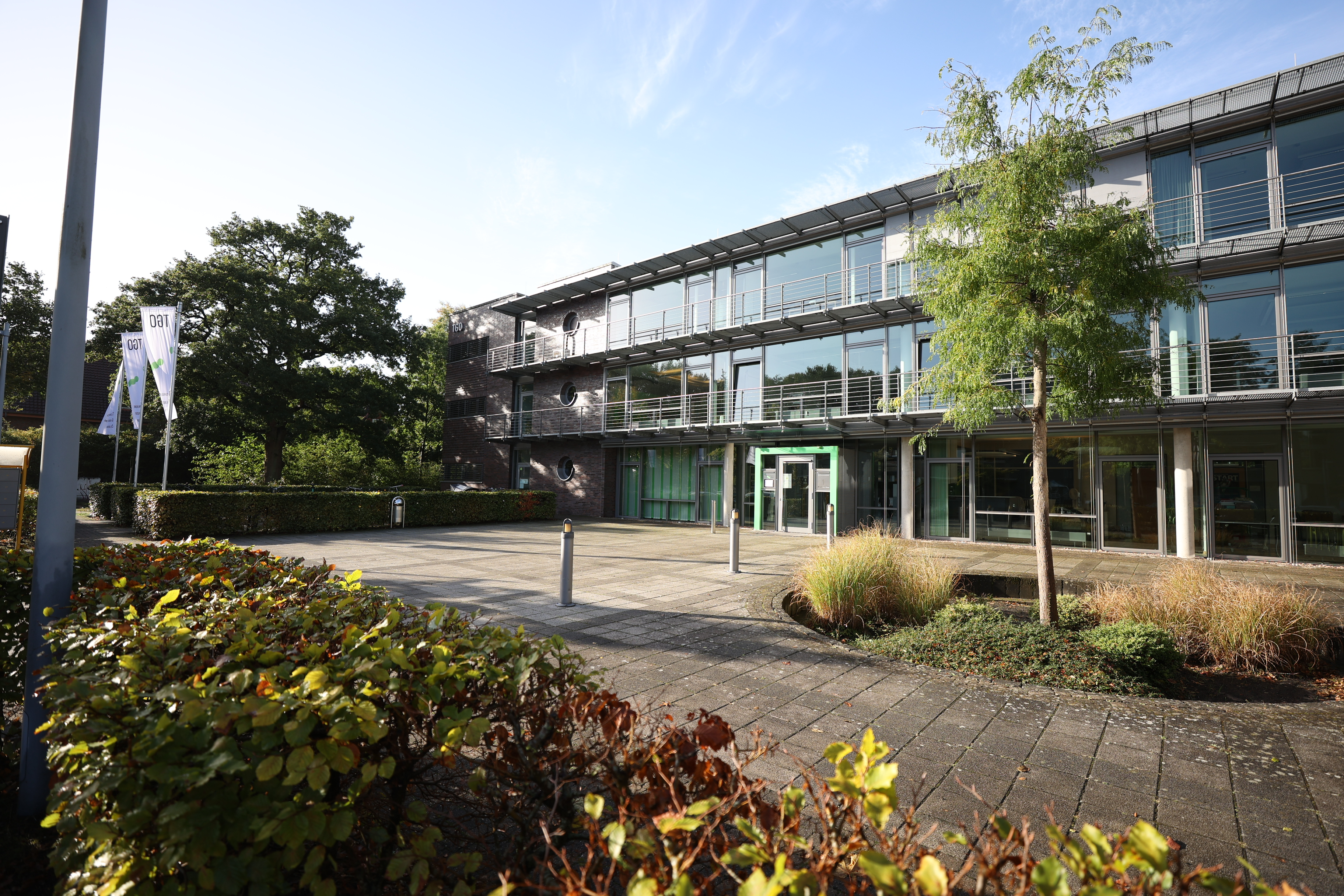
Außenansicht des Technologie- und Gründerzentrums

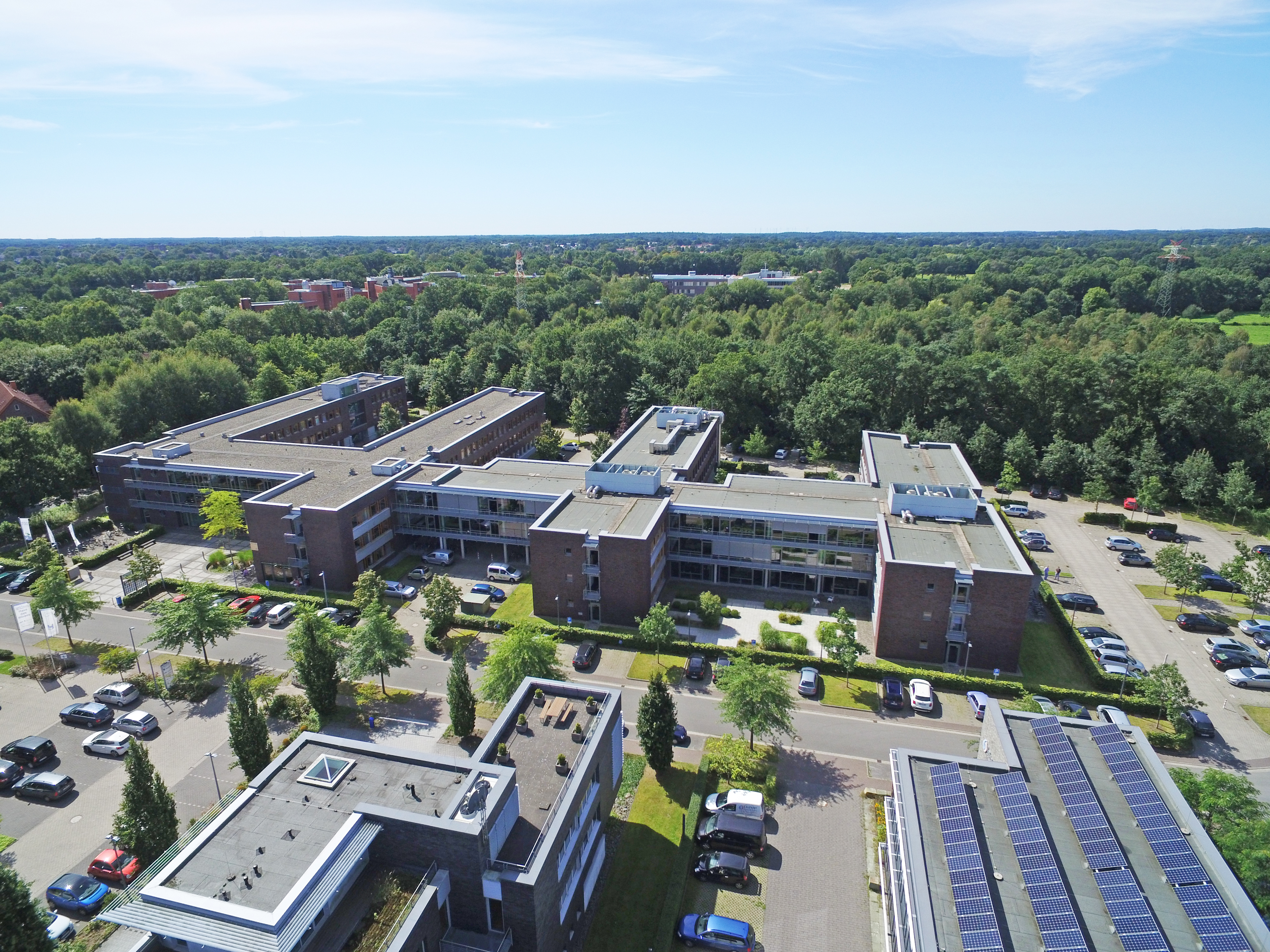
Das Technologie- und Gründerzentrum aus der Vogelperspektive

Das Technologie- und Gründerzentrum Oldenburg (TGO) ist ein Knotenpunkt und Impulsgeber für Start-ups, junge Unternehmen und Forschungseinrichtungen. Es bietet mit seiner Infrastruktur ein optimales Business-Umfeld für das Wachstum und die Entwicklung von Existenzgründungen.

## Unternehmen
Das „Technologie- und Gründerzentrum Oldenburg“ wurde im Januar 2003 an der Marie-Curie-Straße in unmittelbarer Nähe zur Universität Oldenburg eröffnet. Nachdem sieben Jahre später ein erster Erweiterungsbau in Betrieb genommen wurde, sind auf rund 11.000 Quadratmetern Fläche ca. 60 Firmen und Forschungsinstitute ansässig.

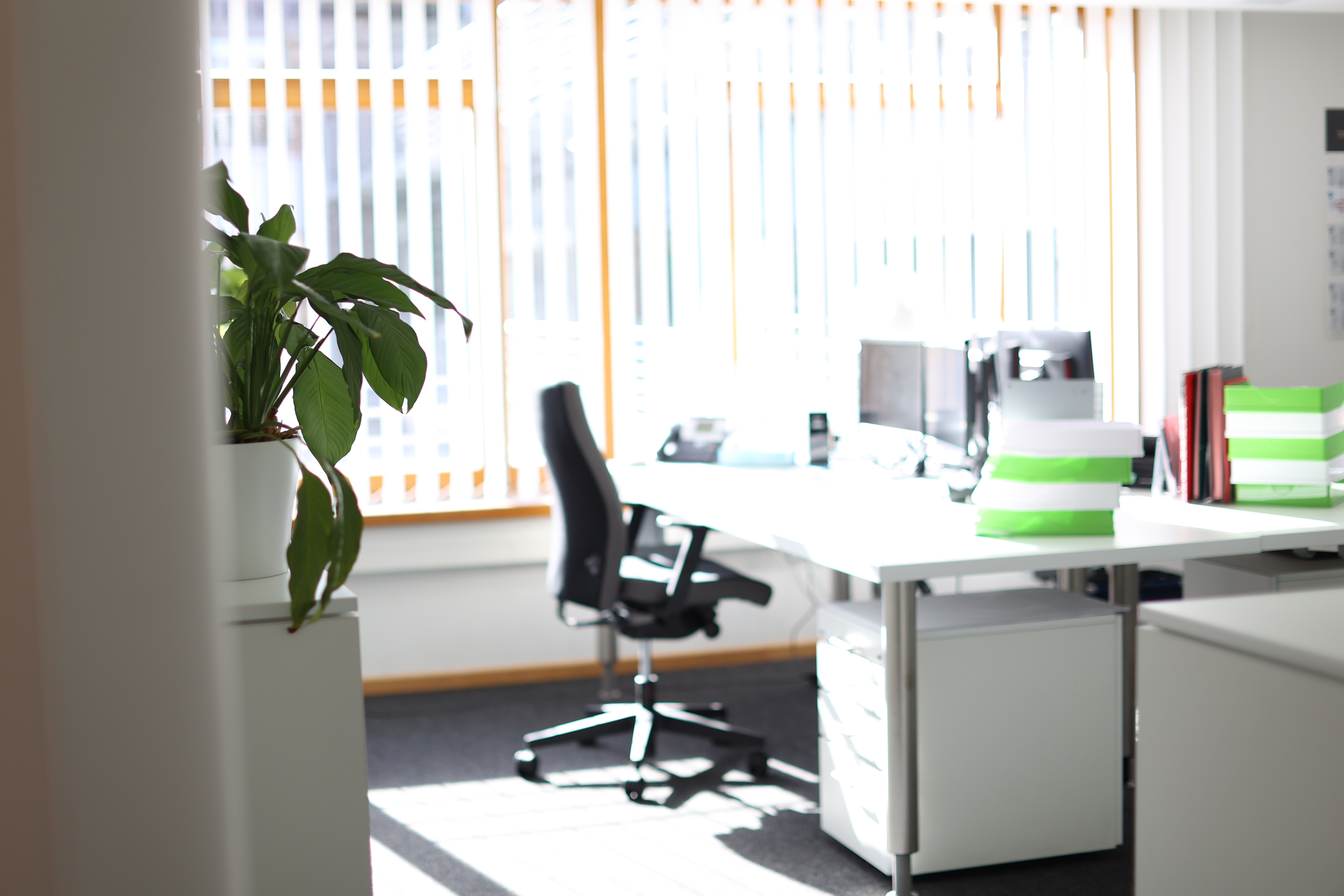
Büroeinrichtungen des Zentrums

Das TGO ist damit die größte Einrichtung ihrer Art in Niedersachsen. Zu den Gesellschaftern gehören neben der Stadt Oldenburg (Oldenburg) unter anderem die Carl von Ossietzky Universität Oldenburg, die Jade Hochschule Wilhelmshaven/Oldenburg/Elsfleth sowie mehrere Unternehmen aus Oldenburg. Das Zentrum ist nicht renditeorientiert und arbeitet u. a. mit der Wirtschaftsförderung der Stadt Oldenburg, den Hochschulen und anderen gründungsfördernden Einrichtungen in Oldenburg und der Region eng zusammen.
Im Jahr 2018 wurde das TGO um ein eigenes Accelerator-Programm - dem GO! Start-up Zentrum erweitert. 2020 wurde der Coworking Space „GO! Work“ eröffnet.

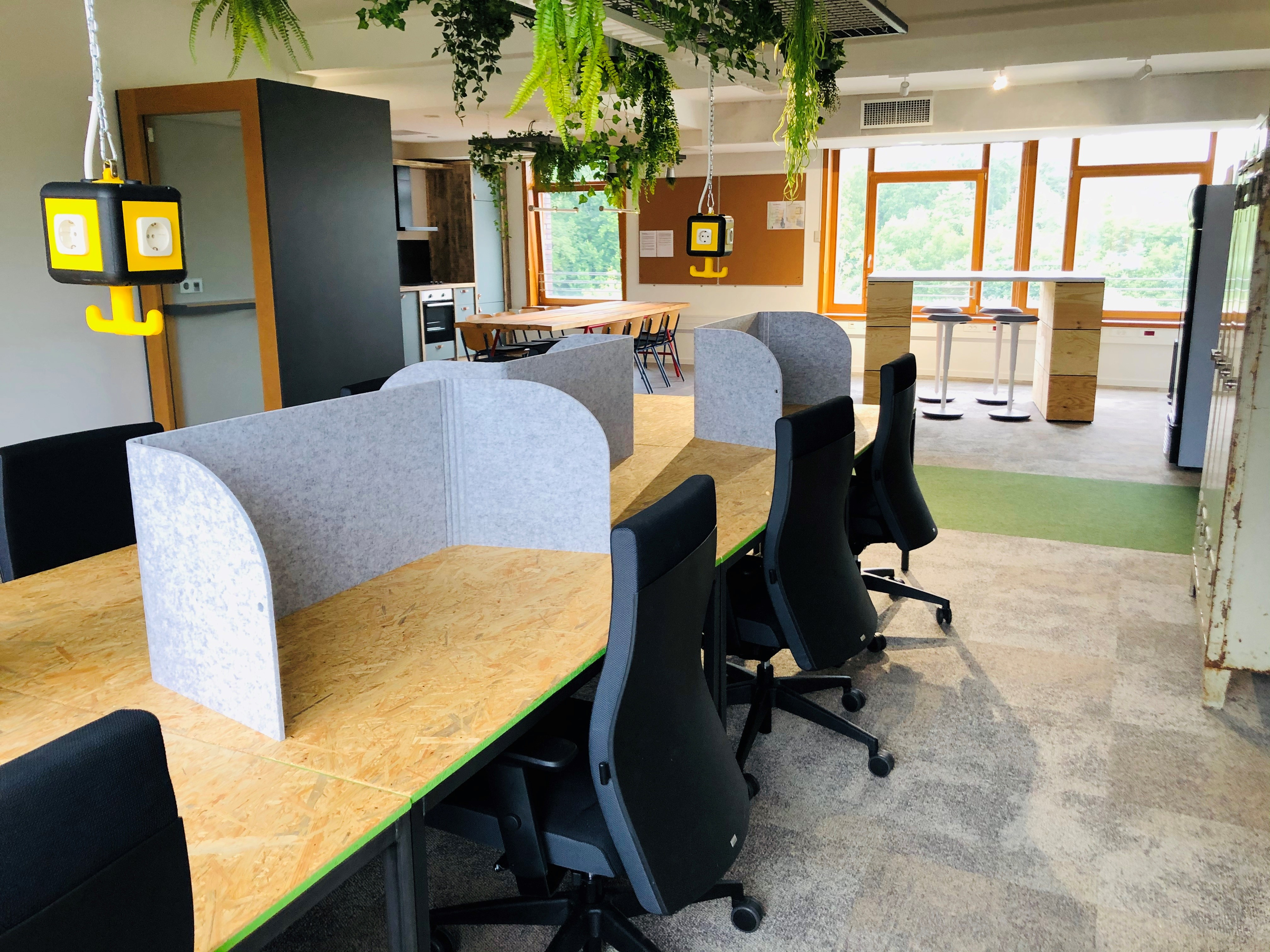
Parzellen für isolierte Tätigkeiten

In über 20 Jahren hat das TGO ein breites Netzwerk aufgebaut, von dem auch die ansässigen Start-ups, Unternehmen und Forschungsinstitute profitieren können. Diese spannt sich über Oldenburg, die Region Nordwest, deutschlandweit und sogar bis über die Landesgrenzen hinaus.
Um sicherzustellen, dass auch weitere Firmen die Vorteile des TGO in Anspruch nehmen können, werden die Mietverträge auf maximal acht Jahre befristet abgeschlossen.
TGO-Geschäftsführer Jürgen Bath ist seit dem 3. September 2010 auch Vorsitzender des Verein TechnologieZentren Niedersachsen e.V. (VTN). Ihm gehören 30 Technologie- und/oder Gründerzentren sowie zwei weitere Mitglieder aus dem Innovationsbereich an.
Überregional ist Jürgen Bath seit 2013 als Vorstandsmitglied des Bundesverband Innovationszentren (BVIZ) tätig. Durch seine Mitglieder vertritt der BVIZ rund 160 Zentren in Deutschland.

## Leistungen
Start-ups, junge Unternehmen und Forschungseinrichtungen aus technologie- und zukunftsorientierten Branchen haben hier die Möglichkeit, modern ausgestattete Büro-, Werkstatt-, Labor-, Keller- und Lagerräume sowie den Coworking Space „GO! Work“ zu günstigen Konditionen anzumieten.
Zusätzlich können sie zahlreiche Serviceleistungen, wie z. B. Post- und Paketservice, Empfangspräsenz, kostengünstiges E-Carsharing, Ladesäulen für E-Autos, vielfältige Netzwerkevents und Gründungs- und Fördermittelberatungen in Anspruch nehmen. Darüber hinaus profitieren die Firmen von der Zusammenarbeit mit der Stadt Oldenburg, den Technologietransferstellen der Hochschulen und Wirtschaftsexperten und -institutionen.

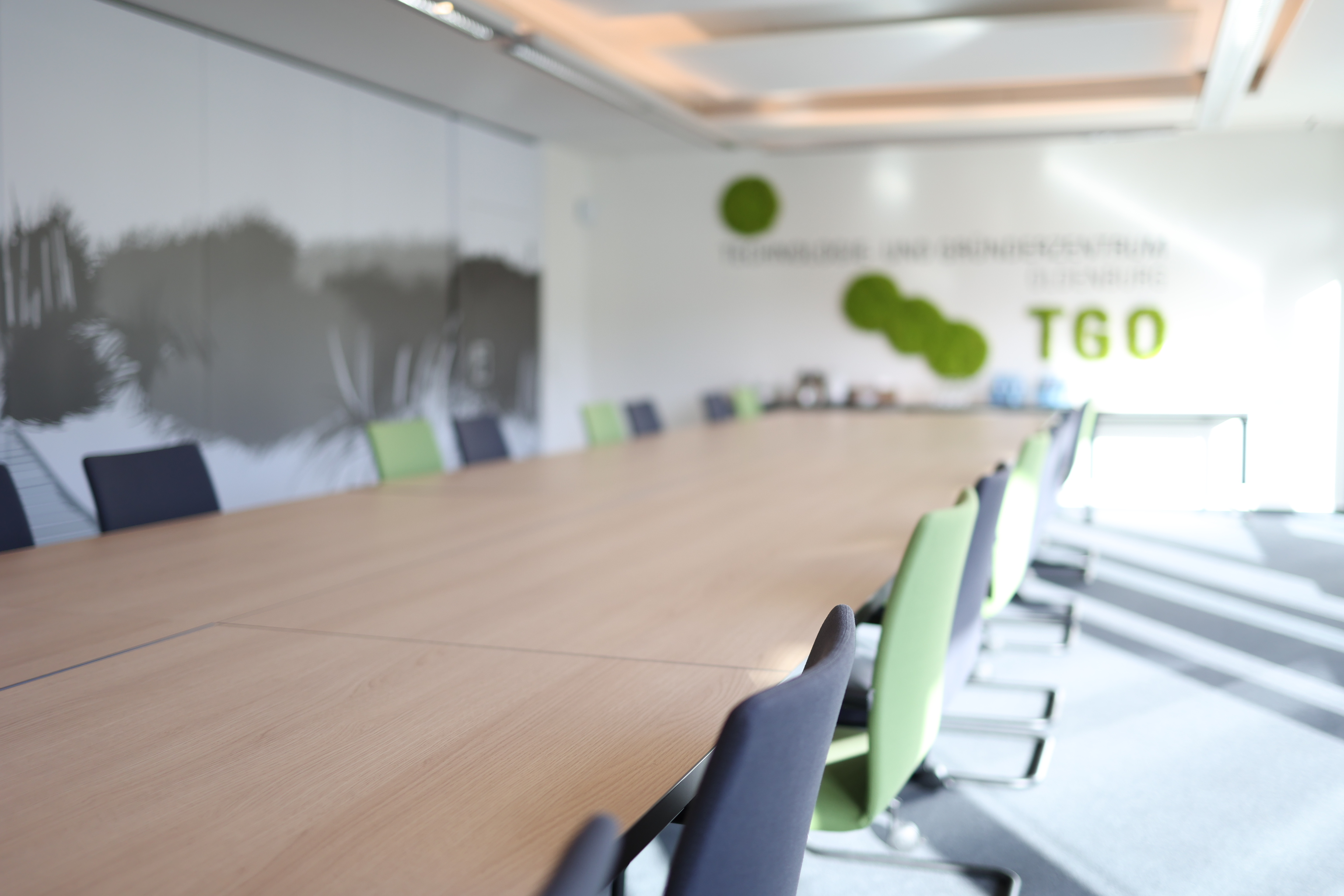
Seminarraum des Zentrums

Das Portfolio des TGO wird zusätzlich ergänzt durch die Vermietung von Seminarräumen für Meetings, Seminare oder Konferenzen, sowie durch ein umfangreiches Weiterbildungsangebot.
Den eigenen Accelerator „GO! Start-up Zentrum“ nutzen zahlreiche Start-ups als Startrampe zur Gründung ihres Unternehmens und zur Validierung der eigenen Geschäftsidee. Anschließend haben sie die Möglichkeit im TGO ihre Entwicklung in ihren eigenen Räumlichkeiten fortzusetzen.

## GO! Start-up Zentrum Oldenburg
Das GO! Start-up Zentrum ist Bestandteil des TGO und wurde im Jahr 2018 auf Initiative des Landes Niedersachsens ins Leben gerufen. Der Accelerator adressiert Start-ups, die in ihrer Seed-Phase inhaltliche Unterstützung erhalten möchten. Das GO! bietet dabei zwei Mal im Jahr ein begleitetes, mehrmonatiges Intensivcoaching mit Workshops zu Themen, wie Geschäftsmodellentwicklung, Vertriebsstrategie, Finanzen und Marketing an. Durch die anteilige öffentliche Finanzierung des Landes Niedersachsen, der Stadt Oldenburg und Partnern aus der Wirtschaft bekommen ausgewählte Start-ups für diese Zeit nicht nur das Mentoring, sondern auch Büroplätze gestellt.
Gemeinsam mit dem TGO vereint es ein Netzwerk aus starken Akteuren der gesamten Region, die in interdisziplinärer Weise vertreten sind. Dies bietet den Start-ups einen direkten Zugang zu Expertise, Know-how, Mentoring und Kapital.

## Schwerpunkte
Die Start-ups und Unternehmen des TGO kommen überwiegend aus folgenden Zukunftsbranchen:
- Digitalisierung
- KI
- Erneuerbare Energien
- Nachhaltigkeit
- Gesundheit

## Auszeichnungen
- „Best promising new incubator“, ausgezeichnet durch „Science Alliance“, 2006 (Kopenhagen)
- Bestes Technologiezentrum in der Kategorie „Return on Public Investment“, ausgezeichnet durch „Science Alliance“, 2007 (Sevilla), 2008 (Paris), 2009 (Stockholm)
- 3. Platz „Science Based Incubators“, ausgezeichnet durch „The Technopolicy Network“, 2010 (Liverpool)
- 1. Platz „Science Based Incubators“ (Kategorie „Consistent Performance“) als weltweit bestes Technologiezentrum der letzten fünf Jahre, ausgezeichnet durch „The Technopolicy Network“, 2011 (Auckland, Neuseeland)